# Eduardo Gonçalves de Oliveira
Eduardo Gonçalves de Oliveira (sinh ngày 30 tháng 11 năm 1981) là một cầu thủ bóng đá người Brasil.

## Sự nghiệp câu lạc bộ
Eduardo Gonçalves de Oliveira đã từng chơi cho FC Tokyo.

## Thống kê câu lạc bộ

### J.League
| Đội       | Năm       | J.League | J.League | J.League Cup | J.League Cup | Tổng cộng | Tổng cộng |
| Đội       | Năm       | Trận     | Bàn      | Trận         | Bàn          | Trận      | Bàn       |
| --------- | --------- | -------- | -------- | ------------ | ------------ | --------- | --------- |
| FC Tokyo  | 2014      | 30       | 11       | 5            | 4            | 35        | 15        |
| Tổng cộng | Tổng cộng | 30       | 11       | 5            | 4            | 35        | 15        |